# لبنان في الألعاب الأولمبية الصيفية للشباب 2010
شارك لبنان في الألعاب الأولمبية الصيفية للشباب 2010 في سنغافورة.

## الحائزين على الميداليات
| ميدالية | اسم         | رياضة      | حدث         | تاريخ    |
| ------- | ----------- | ---------- | ----------- | -------- |
| برونزية | ميشال سماحة | التايكوندو | رجال 73 كجم | 18 أغسطس |

## المبارزة
مرحلة المجموعات
| المشارك       | الحدث        | المباراة 1             | المباراة 2                | المباراة 3                         | المباراة 4          | المباراة 5               | المباراة 6                  | Seed |
| ------------- | ------------ | ---------------------- | ------------------------- | ---------------------------------- | ------------------- | ------------------------ | --------------------------- | ---- |
| ريتا أبو جواد | مبارزة فتيات | جولدي (كندا) · خسر 1-5 | فكتوريا (روسيا) · خسر 0-5 | شايتو (الولايات المتحدة) · خسر 0-5 | داو (مصر) · خسر 1-5 | نداو (السنغال) · فوز 5-3 | مانشيني (إيطاليا) · خسر 2-5 | 12   |

مرحلة خروج المغلوب
| المشارك       | الحدث        | دور الـ 16                   | ربع النهائي | نصف النهائي | النهائي  | المرتبة |
| ------------- | ------------ | ---------------------------- | ----------- | ----------- | -------- | ------- |
| ريتا أبو جواد | مبارزة فتيات | مانشيني (إيطاليا) · خسر 7-15 | لم تتأهل    | لم تتأهل    | لم تتأهل | 12      |

## الجودو
فردي
| المشارك   | الحديث        | الجولة 1      | الجولة 2                             | الجولة 3                                                  | الجولة 4                                   | نصف النهائي                                      | النهائي       | المركز |
| المشارك   | الحديث        | الخصم النتيجة | الخصم النتيجة                        | الخصم النتيجة                                             | الخصم النتيجة                              | الخصم النتيجة                                    | الخصم النتيجة | المركز |
| --------- | ------------- | ------------- | ------------------------------------ | --------------------------------------------------------- | ------------------------------------------ | ------------------------------------------------ | ------------- | ------ |
| كارن شماس | سيدات -63 كغم | BYE           | ماتنيازوفا (أوزبكستان) · خسر 000-101 | Repechage [الإنجليزية] · باكستر (نيوزيلندا) · فوز 100-000 | Repechage · بيريدزه (جورجيا) · فوز 100-000 | Repechage · ماتنيازوفا (أوزبكستان) · خسر 000-001 | لم تتاهل      | 7      |

فريق
| الفريق | الحدث      | الجولة 1      | الجولة 2      | نصف النهائي   | النهائي       | المركز |
| الفريق | الحدث      | الخصم النتيجة | الخصم النتيجة | الخصم النتيجة | الخصم النتيجة | المركز |
| --- | ---------- | ------------- | ------------- | ------------- | ------------- | ------ |
| ميونخ · فيتا فالنوفا (بيلاروس) · فيتماوسكاس (ليتوانيا) · ين جو ري (كوريا الشمالية) · بيكا توغوشي ‏ (جورجيا) · جاليلوف (أذربيجان) · كارن شماس (لبنان) · ماميستافالوف (إسرائيل) | فريق مختلط | إسين خسر 3-4  | لم يتأهل      | لم يتأهل      | لم يتأهل      | 9      |

## سباحة
| المشارك   | الحدث                       | Heat    | Heat | نصف النهائي | نصف النهائي | النِهائيّ  | النِهائيّ  |
| المشارك   | الحدث                       | وقت     | نقاط | وقت         | نقاط        | وقت      | نقاط     |
| --------- | --------------------------- | ------- | ---- | ----------- | ----------- | -------- | -------- |
| عباس رعد  | شباب 50م سِباحة حُرّة          | 25.26   | 30   | لم يتأهل    | لم يتأهل    | لم يتأهل | لم يتأهل |
| عباس رعد  | شباب’ 50م سباحة الظهر       |         |      | 28.76       | 13          | لم يتأهل | لم يتأهل |
| نبال يموت | فتيات’ 200م سباحة على الصدر | 2:46.96 | 19   |             |             | لم تتأهل | لم تتأهل |
| نبال يموت | فتيات 200م فردي             | 2:32.23 | 23   |             |             | لم تتأهل | لم تتأهل |

## التايكوندو
تأهل ميشيل سماحة إلى دورة الألعاب الأولمبية للشباب 2010 بحصوله على المركز الخامس في التصفيات العالمية في تيخوانا بالمكسيك؛ وتغلب على لاعب سورينام الذي فاز على لاعب أذربيجان (المركز السادس في التصفيات العالمية). وصل سماحة إلى نصف النهائي وحصل على الميدالية البرونزية ثم خسر أمام اللاعب الروسي؛ سماحة أعاد إلى لبنان أول ميدالية أولمبية منذ عام 1980.
| المشارك     | الحدث        | تمهيد | ربع النهائي                     | نصف النهائي                   | النهائي  | المركز |
| ----------- | ------------ | ----- | ------------------------------- | ----------------------------- | -------- | ------ |
| ميشال سماحة | شباب' -73كغم | BYE   | توش فان ديك (سورينام) · فوز 5-4 | سيرازيوف (روسيا) · خسارة 4-10 | لم يتأهل |        |